# Nilsen Plateau
Il Nilsen Plateau  è un aspro altopiano antartico, per lo più ricoperto di ghiaccio. Considerando anche la Fram Mesa, la lunghezza del plateau arriva a 60 km con una larghezza che va da 2 a 22 km, innalzandosi fino a 3.940 m. È situato tra le propaggini superiori del Ghiacciaio Amundsen e del Ghiacciaio Scott, nei Monti della Regina Maud, in Antartide. 
Il plateau fu avvistato dall'esploratore polare norvegese Roald Amundsen durante la sua spedizione antartica nel 1911.
La denominazione fu assegnata dallo stesso Amundsen in onore del capitano Thorvald Nilsen,(1881–1940) comandante della Fram, la nave utilizzata da Amundsen per la sua spedizione polare del 1910-12.
La vetta più elevata del Nilsen Plateau (86°17′S 157°58′W) raggiunge i 3.940 m, ma non ha ancora ricevuto una denominazione ufficiale.